# Pudukkottai (stato)
Lo Stato di Pudukkottai fu uno stato principesco del subcontinente indiano, avente per capitale la città di Pudukkottai.

## Storia

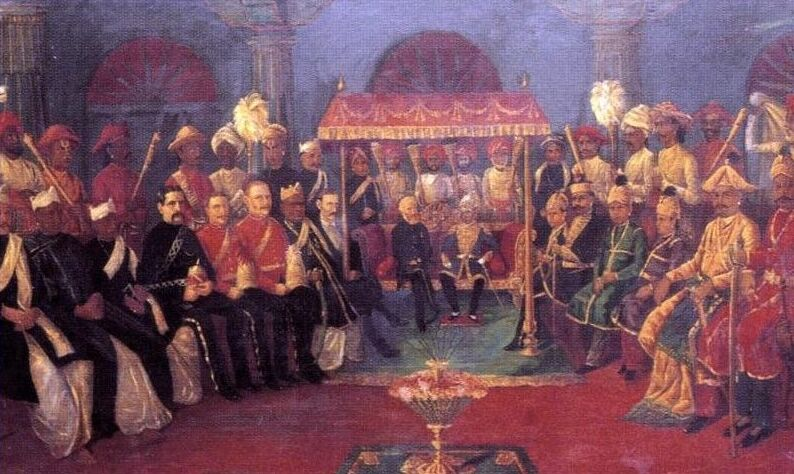
Il durbar di Puddukotai (fine Ottocento) dipinto da Raja Ravi Varma

Pudukottai significa letteralmente Nuovo Forte ed il nome sembra proprio riferirsi al forte costruito all'inizio del XVIII secolo nel quale poi sorse la capitale del regno. In precedenza il territorio era stato retto dai re Chola e poi occupato da un popolo oscuro chiamato Kalabhras. Dal VI al XIV secolo, Pudukkottai fu governata dai Mutharaiyars, dai Cholas e dai Pandyas. Quando il regno dei Pandya venne conquistato da Malik Kafur, Pudukkottai passò sotto il governo dei sultani musulmani che mantennero il potere per circa 50 anni prima di essere spazzati via dai re Vijayanagar. Quando il regno Vijayanagar si disintegrò, Pudukkottai passò sotto il controllo dei Nayaks di Madurai, nel 1680 venne nominato Raghunatha Tondaiman come viceré.
Raghunatha Raya Tondaiman fu il primo governante di Pudukottai. La terra circondante Pudukottai venne assegnata a lui in onore al suo servizio presso Sri Ranga Raya, re di Vijaynagar durante il suo viaggio a Rameswaram.
I re Pudukkottai furono strenui alleati della Compagnia inglese delle Indie Orientali e diede prova di cruciale supporto militare e logistico durante le Guerre carnatiche, le guerre anglo-mysore e le guerre Polygars. Come risultato, mentre i regni Ramnad e Sivaganga vennero annessi all'India britannica, a Pudukkottai venne permesso di rimanere indipendente. Nel 1800, Pudukkottai divenne ufficialmente uno Stato del British Raj e venne nominato un residente a rappresentare il governo di Madras.
Pudukkottai conobbe una rapida crescita sotto i governi dei primi ministri A. Seshayya Sastri e Alexander Tottenham. Il lago Pudukulam venne creato artificialmente e la capitale, Pudukkottai, venne completamente ricostruita. Il palazzo Pudukkottai venne costruito negli anni venti dell'Ottocento e nel 1902 si dotò di un'assemblea rappresentativa. Nel 1948 lo Stato di Pudukkottai venne annesso all'India e divenne parte dello Stato di Madras dal 1950.

## Governanti

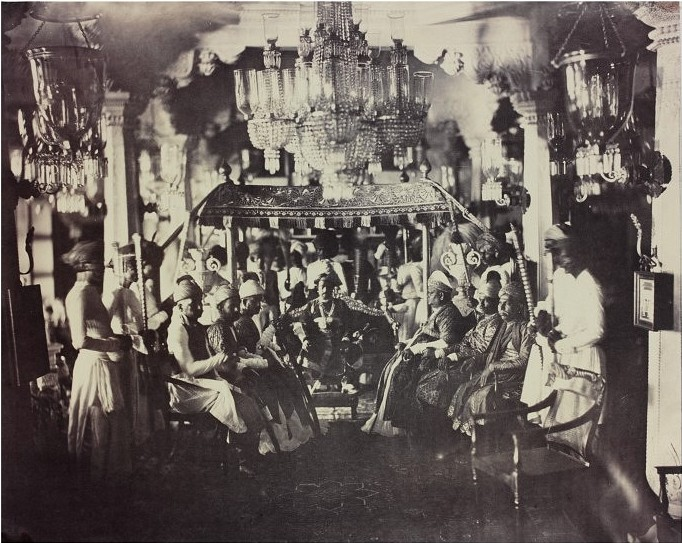
Ramachandra Tondaiman, raja di Pudukkottai, al suo durbar, c. 1858

I governanti di Pudukkottai avevano il titolo di raja:
- Raghunatha Tondaiman I (1686–1730)
- Vijaya Raghunatha Raya Tondaiman I (1730–1769)
- Raya Raghunatha Tondaiman (1769– dicembre 1789)
- Vijaya Raghunatha Tondaiman (dicembre 1789 – 1 febbraio 1807)
- Vijaya Raghunatha Raya Tondaiman II (1 febbraio 1807 – giugno 1825)
- Raghunatha Tondaiman II (giugno 1825 – 13 luglio 1839)
- Ramachandra Tondaiman (13 luglio 1839 – 15 aprile 1886)
- Martanda Bhairava Tondaiman (15 aprile 1886 – 28 maggio 1928)
- Rajagopala Tondaiman (28 ottobre 1928 – 15 agosto 1947)